# 渥美千尋
渥美 千尋（あつみ ちひろ、1950年（昭和25年）9月6日 - ）は、日本の外交官。2011年（平成23年）8月からアイルランド駐箚特命全権大使。

## 人物・経歴
新潟県出身。1974年（昭和49年）に外交官試験に合格する。1975年（昭和50年）上智大学経済学部経済学科を卒業後、外務省に入省した。
- 1980年（昭和55年）11月 経済局（総務参事官室）課長補佐
- 1983年（昭和58年） 1月 経済協力局経済協力第一課課長補佐
- 1984年（昭和59年） 1月 経済協力局有償資金協力課首席事務官
- 1985年（昭和60年） 7月 駐フィリピン大使館一等書記官
- 1987年（昭和62年） 9月 軍縮会議日本政府代表部一等書記官
- 1990年（平成2年）4月 経済協力局政策課企画官
- 1991年（平成3年）4月 大臣官房総務課企画官兼首席事務官
- 1993年（平成5年）2月 欧亜局大洋州課長
- 1994年（平成6年）1月 武村正義内閣官房長官秘書官
- 1994年（平成6年）1月 五十嵐広三内閣官房長官秘書官
- 1995年（平成7年）7月 駐米大使館参事官（ハーバード大学国際問題研究所客員研究員）
- 1996年（平成8年）6月 経済協力開発機構（OECD）日本政府代表部参事官
- 1998年（平成10年）7月 駐露大使館公使
- 2001年（平成13年）1月 アジア大洋州局参事官
- 2002年（平成14年）9月 アジア大洋州局審議官
- 2003年（平成15年）8月 駐中国大使館公使
- 2005年（平成17年）8月 駐中国大使館特命全権公使
- 2006年（平成18年）8月 南部アジア部長
- 2008年（平成20年）7月 駐パキスタン大使
- 2011年（平成23年）3月 駐アイルランド大使[1]
- 2016年（平成28年）4月 一般財団法人港湾空港総合技術センター客員研究員、一般財団法人沿岸技術研究センター上席客員研究員[2]
- 2025年（令和7年）4月 瑞宝中綬章受章[3]

## 同期
- 河相周夫（12年外務事務次官・10年内閣官房副長官補）
- 別所浩郎（12年駐韓大使・10年外務審議官）
- 奥田紀宏（13年駐カナダ大使・10年駐エジプト大使・08年国連次席大使）
- 谷崎泰明（13年外務省研修所長・10年駐ベトナム大使）
- 三輪昭（14年関西担当大使・10年駐ブラジル大使・08年駐ポルトガル大使）
- 鈴木庸一（13年駐フランス大使・10年駐シンガポール大使）
- 持田繁（10年国連事務総長副特別代表）
- 門司健次郎（13年ユネスコ代表部大使・10年駐カタール大使）
- 山口寿男（07年駐ノルウェー大使・06年駐イラク大使）
- 岸野博之（13年駐ラオス大使・10年駐エチオピア大使）
- 水城幾雄（10年駐パナマ大使）
- 江川明夫（13年駐スロバキア大使・10年駐ザンビア大使）
- 竹内春久（13年駐シンガポール大使・11年駐沖縄担当大使・08年駐イスラエル大使）
- 西林万寿夫（13年駐ギリシャ大使・10年兼北極担当大使・12年文化交流担当大使・09年駐キューバ大使）
- 篠塚保（12年国際テロ対策・組織犯罪対策協力担当兼サイバー政策担当大使・09年駐バングラデシュ大使）
- 蒲原正義（13年駐カザフスタン大使・12年査察担当大使・9年駐グルジア大使）
- 森元誠二（13年駐スウェーデン大使・08年駐オマーン大使）
- 小林祐武（98年外務省経済局総務参事官室課長補佐）
- 椿秀洋（12年駐ボリビア大使）
- 庄司隆一（11年駐ナイジェリア大使）
- 清水武則（11年駐モンゴル大使）
- 隈丸優次（13年駐カンボジア大使）
- 藤田順三（13年駐ウガンダ大使）
- 丸尾眞（12年科学技術協力担当大使・10年駐キルギス大使）
- 名井良三（13年駐アンゴラ大使）
- 福田米蔵（11年駐ジンバブエ大使）
- 大部一秋（13年駐ウルグアイ大使）